# Прибутковий будинок І. М. Трофименка
Прибутковий будинок І. М. Трофименка (рос. Доходный дом Трофименко) — особняк початку XX століття в Жовтневому районі Ростова-на-Дону, виконаний в стилі еклектика. Розташований за адресою вул. Освіти, 73. Є об'єктом культурної спадщини місцевого значення. Спочатку в будівлі розміщувався прибутковий будинок, потім паперова фабрика з друкарнею. Нині будинок І. М. Трофименка займає ліцей № 33 імені Ростовського полку народного ополчення. 

## Історія
На початку XX століття тоді двоповерхове домоволодіння належало представникові товариства «Жорж Блок» відставному поручику Самуїлу Кіпману. Товариство займалося в Ростові-на-Дону продажем велосипедів, в'язальних і швейних машин, ваг, арифмометрів, касових апаратів, скриньок тощо. 1909 року через фінансові труднощі компанія пішла з ринку, і будинок перейшов у власність скульптора, художника й графіка Івана Михайловича Трофименка. Він був власником типолітографії, що розташовувалася в будинку на вулиці Дмитрівській (нині – Шаумяна). Придбавши нову будівлю, Трофименко переніс на її перший поверх типолітографію, а на другому розмістив паперову фабрику товариства «Колорит». На підприємстві працювало близько 30 осіб.
У березні 1913 року в будівлі сталася сильна пожежа. Полум'я знищило весь другий поверх і дах. Всі товари паперової фабрики прийшли в непридатність. Преси, машини, друкарські шрифти, друковані вироби та інше обладнання згоріло. Кам'яні стіни встояли. Все втрачене майно було застраховано в страхових товариствах «Росія» і «Саламандра», що дозволило Трофименкові досить швидко не тільки заново звести будівлю, але й надбудувати третій поверх. Після реконструкції доходи домовласника зросли з 910 до 2580 рублів на рік.
Тим часом промисловість Ростова-на-Дону бурхливо розвивалася та вимагала фахівців, які добре знають природничі та прикладні науки: математику, фізику, хімію. В міській думі обговорювалося питання про відкриття другого реального училища. У лютому 1914 року думці розглянули клопотання 13 домовласників, які пропонували розмістити це училище в своїх будинках. Більшість гласних думи надали перевагу новому будинку Трофименка, погодившись платити з міського бюджету 7000 рублів на рік за оренду. Частина депутатів розкритикувала вибране для навчального закладу місце через віддаленість від центру міста, близькість до цвяхарного заводу та нічліжок, де проживали асоціальні елементи й робітники. 
Член міської управи Козлов зазначив, що освітня комісія міськдуми, ретельно оглянувши будівлю, визнала ці аргументи непереконливими. Заперечуючи з приводу околичного положення будівлі, Козлов вказав на велику кількість навчальних закладів на сусідній, Сінній вулиці, і на те, що «поблизу проходить трамвай». Повідомив він і про петицію, підписану більш ніж 50 жителями Скобелевської (нині Червоноармійська) та ряду сусідніх вулиць. У цій петиції вони протестували проти заяви Лиждвоя, «що їх район небезпечний для перехожих тут учнів у сенсі нападу на них хуліганів; робочі люди не хулігани, і всяких хуліганів більше на Старому і Новому базарах і всюди. Ці жителі також заявляють, що поблизу їхнього району немає нічліжок, а завод Максимова на Скобелевській вулиці видає, в усякому разі, менше шуму, ніж шум дрожок, трамваїв, вереск автомобілів, що безперервно сновигають Великою Садовою й іншими вулицями центру».
Умови контракту зобов'язали Трофименка за незмінної платні «розширити приміщення або прибудовою, що йде у двір на другому поверсі, розміром 11×30 аршинів, або відведенням приміщень, які нині займають магазини; крім того, Трофименко повинен [був] видалити зі свого будинку м'ясну крамницю й не віддавати приміщень під торгівлю аптекарськими або пахучими товарами, як і легкозаймистими й пожежонебезпечними, і повинен [був] надати в розпорядження училища вільний двір 10×10 сажнів, для чого зруйнувати розташовану на ньому споруду, і залити його асфальтом».

## Школа

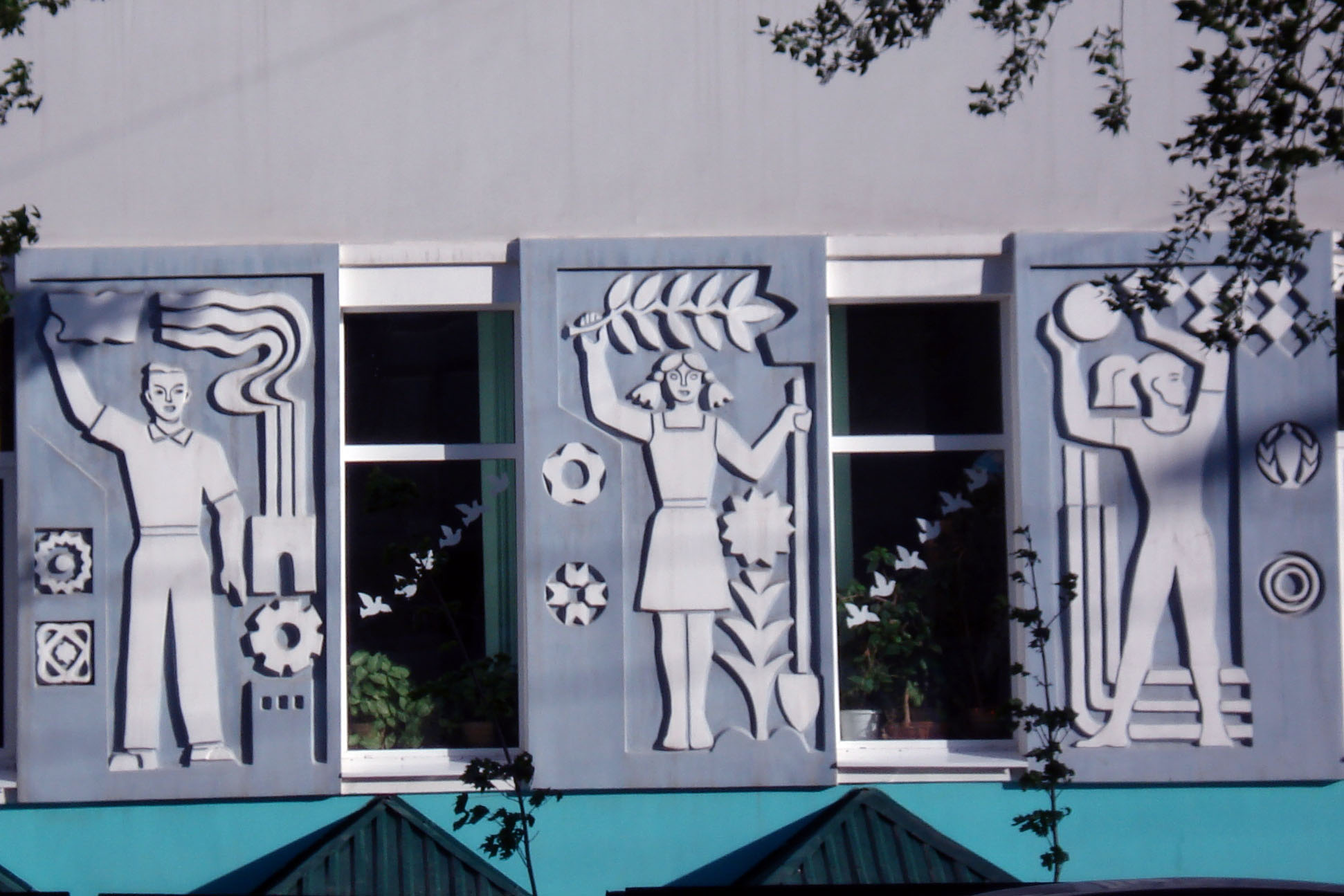
Барельєфи на прибудові до основної будівлі

На місці промислового об'єкта з'явилася будівля, що служить освітнім потребам. В училищі на повному пансіоні жили 140 хлопчиків. Друге реальне училище проіснувало недовго. В 1928 році в приміщенні школи була відкрита жіноча гімназія Котлярової та Сінник. В ній займалися 190 дівчаток. Її змінила трудова школа № 4 першого 1 другого ступенів, яка розміщувалася в будівлі в 1920-х роках.
Під час Німецько-радянської війни у школі учні вирощували зелену цибулю для поранених. Хлопці збирали подарунки для фронту (теплі шкарпетки, рукавиці, кисети з тютюном, папір для листів, олівці). Учні збирали пляшки, які потім наповнювали запальною сумішшю; збирали бульбашки для ліків; здавали простирадла, виварки для госпіталів. У школі певний час знаходився шпиталь для поранених. У період німецької окупації школу перенесли до брудної напівзруйнованої будівлі без скла та водопостачання, де проходили уроки з російської, німецької мов, арифметики і співу. Основна будівля також постраждала, було знищено скління та зруйнована покрівля. Тим не менш, в 1943 році після звільнення Ростова-на-Дону заняття в школі відновилися.
Після війни тут була середня школа № 33, а нині цей навчальний заклад носить назву «Фізико-математичний ліцей № 33 імені Ростовського полку народного ополчення». У 1970-х роках до історичної будівлі школи була додана прибудова.